# 中国现场统计研究会
中国现场统计研究会是中华人民共和国应用统计、管理科学科技工作者组成的群众性学术团体，是中国科学技术协会主管的社会团体，1979年8月成立。